# Michelle Heyman
Pour les articles homonymes, voir Heyman.
Michelle Heyman, née le 4 juillet 1988 à Shellharbour (Nouvelle-Galles du Sud), est une joueuse australienne de football évoluant au poste d'attaquant.

## Biographie
Michelle Heyman évolue de 2008 à 2009 au Sydney FC. Elle est ensuite transférée aux Central Coast Mariners où elle est sacrée meilleure joueuse et meilleure buteuse du Championnat d'Australie de football féminin 2009. Elle rejoint en 2010 le Canberra United. 
Joueuse de réserve pour la Coupe d'Asie de football féminin 2010, elle obtient sa première cape en équipe d'Australie en mars 2010 contre la Corée du Nord. Elle marque ses deux premiers buts internationaux lors de sa première titularisation  lors du tournoi pré-olympique asiatique, le 3 septembre 2011, lors d'une victoire 5-1 contre la Thaïlande. 
Elle remporte en 2012 avec le Canberra United le Championnat d'Australie, marquant 15 buts dans la compétition.

### Vie privée
Michelle Heyman est ouvertement lesbienne et est en couple avec l'écrivaine May Yousif,.